# Evgenija Sečenova
Evgenija Ivanova Sečenova (in russo Евгения Иванова Сеченова?; Sebastopoli, 17 agosto 1918 – 25 giugno 1990) è stata una velocista sovietica, campionessa europea dei 100 e 200 metri piani ad Oslo nel 1946.

## Palmarès
| Anno | Manifestazione  | Sede      | Evento      | Risultato  | Prestazione | Note                  |
| ---- | --------------- | --------- | ----------- | ---------- | ----------- | --------------------- |
| 1946 | Europei         | Oslo      | 100 m piani | Oro        | 11"9        | Record dei campionati |
| 1946 | Europei         | Oslo      | 200 m piani | Oro        | 25"4        |                       |
| 1946 | Europei         | Oslo      | 4×100 m     | Bronzo     | 48"7        |                       |
| 1950 | Europei         | Bruxelles | 100 m piani | Argento    | 12"3        |                       |
| 1950 | Europei         | Bruxelles | 200 m piani | Argento    | 24"8        |                       |
| 1950 | Europei         | Bruxelles | 4×100 m     | Bronzo     | 47"5        |                       |
| 1952 | Giochi olimpici | Helsinki  | 200 m piani | Semifinale | 25"2        |                       |
| 1952 | Giochi olimpici | Helsinki  | 4×100 m     | 4ª         | 46"3        |                       |